# Oryks szablorogi
Oryks szablorogi (Oryx dammah) – gatunek ssaka z rodziny wołowatych (Bovidae). Niegdyś szeroko rozpowszechniony w Afryce Północnej. W 2000 został uznany za wymarły na wolności na Czerwonej Liście IUCN. Jest przystosowany do trudnych warunków pustynnych i może przetrwać miesiące, a nawet lata bez wody pitnej. Jako zwierzę pasące się, większość dziennego zapotrzebowania na wilgoć czerpie z roślin.
Spadek populacji oryksa szablorogiego rozpoczął się w wyniku zmian klimatycznych w okresie neolitu, a później polowano na niego intensywnie ze względu na jego rogi. Obecnie jest hodowany w niewoli w specjalnych rezerwatach w Tunezji w Polsce w Płocku, Maroku i Senegalu oraz na prywatnych ranczach zwierząt egzotycznych w Texas Hill Country. W 2016 r. uruchomiono program reintrodukcji i obecnie małe stado zostało z powodzeniem reintrodukowane w Czadzie.

## Taksonomia i nazewnictwo
Oryks szablorogi należy do rodzaju Oryks i rodziny wołowatych. Niemiecki przyrodnik Lorenz Oken po raz pierwszy opisał go w 1816 roku, nadając mu nazwę Oryx algazel. Od tego czasu nomenklatura przeszła różne zmiany, między innymi wprowadzono takie nazwy jak Oryx tao, O. leucoryx, O. damma, O. dammah, O. bezoarticus i O. ensicornis. W 1826 roku Philipp Jakob Cretzschmar użył dla tego gatunku nazwy Oryx ammah. Rok później w użyciu pojawiła się nazwa Oryx leucoryx, ale ponieważ był to synonim oryksa arabskiego (zwanego wówczas Oryx beatrix), została ona porzucona i ponownie przyjęto Oryx algazel. Ponad 100 lat później, w 1951 r., Sir John Ellerman i Terence Morrison-Scott stwierdzili, że nazwa Oryx algazel również nie kwalifikuje się do użycia. Ostatecznie w styczniu 1956 r. International Trust for Zoological Nomenclature zaakceptował Oryx dammah jako nazwę naukową. Od tego czasu nie wprowadzono już żadnych zmian, chociaż wiele artykułów opublikowanych po 1956 r. wprowadziło zamieszanie, używając nazw takich jak O. gazella tao.

## Genetyka i ewolucja
Oryks szablorogi ma 58 chromosomów - jedną parę dużych autosomów submetacentrycznych i 27 par autosomów akrocentrycznych. Chromosomy X i Y są największymi i najmniejszymi chromosomami akrocentrycznymi. Pierwsze badanie molekularne tego gatunku (opublikowane w 2007 roku) zaobserwowało różnorodność genetyczną wśród europejskich, północnoamerykańskich i niektórych innych grup żyjących w niewoli. Dywergencja została stwierdzona w obrębie haplotypów mitochondrialnego DNA i szacuje się, że miała miejsce między 2,1 a 2,7 miliona lat temu. Wzrost populacji nastąpił około 1,2 i 0,5 miliona lat temu.
W innym badaniu, mającym na celu odnotowanie różnic genetycznych między gatunkami Oryks, kariotypy gatunków i podgatunków Oryx - a mianowicie O. gazella, O. b. beisa, O. b. callotis, O. dammah i O. leucoryx - porównano ze standardowym kariotypem Bos taurus. Liczba autosomów we wszystkich kariotypach wynosiła 58. Chromosomy X i Y były zachowane (względnie bez zmian) u wszystkich pięciu gatunków.

## Zasięg występowania
Oryks szablorogi dawniej zamieszkiwał całą Afrykę Północną. Był uznany za gatunek wymarły w stanie dzikim, ale został przeklasyfikowany z gatunku wymarłego na wolności do gatunku zagrożonego dzięki wysiłkom ochronnym, które doprowadziły do ponownego wprowadzenia tego gatunku do Czadu.

## Charakterystyka
Duża antylopa przystosowana do życia w warunkach stepowych i pustynnych. Potrafią regulować temperaturę ciała, aby ograniczyć pocenie, szerokie kopyta ułatwiają poruszanie się po piasku, nerki regulują utratę wody, co pozwala przetrwać zwierzęciu na suchych obszarach. Osiąga około 1,2 m wysokości w kłębie i masę około 200 kg. Bardzo długie, szablasto wygięte rogi były – obok ograniczania obszaru występowania – jedną z głównych przyczyn wyginięcia, stanowiąc trofeum myśliwych.
Oryksy szablorogie tworzą stada liczące kilkanaście osobników obydwu płci. Samica rodzi jedno młode.
Obecnie podejmowane są działania zmierzające do reintrodukowania gatunku z osobników przetrzymywanych w ogrodach zoologicznych i parkach narodowych w wielu krajach świata.